# Sumatra-Kaninchen
Das Sumatra-Kaninchen (Nesolagus netscheri) ist eine Säugetierart aus der Gattung der Streifenkaninchen innerhalb der Hasenartigen. Es ist endemisch auf der Insel Sumatra und gilt als eine der seltensten Arten der Hasenartigen weltweit.

## Merkmale
Das Sumatra-Kaninchen entspricht in seiner Körpergröße etwa dem auf Sumatra eingeführten Wildkaninchen (Oryctolagus cuniculus), mit dem es von Einheimischen häufig verwechselt wird. Es hat eine Kopf-Rumpf-Länge von 36,8 bis 41,7 Zentimeter. Die Grundfärbung des Körpers ist gelblich-braun und das Tier besitzt breite dunkelbraune bis schwarze Streifen, die sich in Längsrichtung über den Körper ziehen; diese sind jedoch individuell verschieden und können auch fehlen. Die Bauchseite, das Kinn und die Innenseite der Beine sind weiß. Das Fell ist dabei kurz und weich.
Die Ohren sind vergleichsweise kurz mit einer Länge von 6,7 bis 8,7 Zentimetern. Sie sind schwarz und reichen vorgeklappt maximal bis zu den Augen. Im Vergleich zum Wildkaninchen ist der Kopf breiter mit kürzerer Schnauze und auch die Beine sind deutlich kürzer. Der Schwanz misst 1,7 Zentimeter und ist so kurz, dass er im Normalfall gar nicht sichtbar ist. Er enthält nur 12 Knochen im Gegensatz zu den üblichen 19 bis 24 anderer Arten.

## Verbreitung und Lebensraum

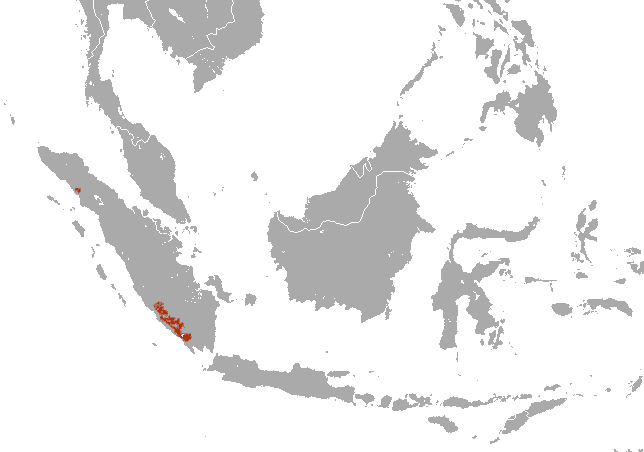
Verbreitungsgebiet des Sumatra-Kaninchens

Das Sumatra-Kaninchen ist endemisch auf der indonesischen Insel Sumatra. Es ist dabei an sieben Fundorten, die vor allem im Barisangebirge im westlich-zentralen und südwestlichen Teil der Insel liegen. Eine Sichtung von 1972 stammt aus dem Nationalpark Gunung Leuser im Nordwesten der Insel, eine weitere mögliche Sichtung von 1978 aus der Umgebung des Kerinchi.
Die Höhenverbreitung der Art liegt zwischen 600 und 1600 Metern. Der bevorzugte Lebensraum der Art sind abgelegene Bergwälder, deren Boden vulkanische Asche enthält.

## Lebensweise
Das Sumatra-Kaninchen ist strikt nachtaktiv und versteckt sich tagsüber in Löchern im Boden oder Wohnbauten, die in der Regel von anderen Tieren gegraben wurden. Entsprechend stammen die meisten der seltenen Sichtungen von Waldbaumaßnahmen, bei denen Waldflächen in Tee- und Kaffeeplantagen umgewandelt wurde. Die Nahrung besteht aus Pflanzen des Unterwuchses im Wald. Über die Fortpflanzung der Tiere liegen keine Daten vor.

## Systematik
Das Sumatra-Kaninchen wird als eigenständige Art den Streifenkaninchen (Gattung Nesolagus) zugeordnet. Erstmals wissenschaftlich beschrieben wurde es von Hermann Schlegel im Jahr 1880 als Lepus netscheri. Die Einordnung in die eigene Gattung Nesolagus erfolgte 1899 durch den Schweizer Charles Immanuel Forsyth Major und es galt bis zur Beschreibung des Annamitischen Streifenkaninchens im Jahr 2000 als einzige Art der Gattung.

## Gefährdung und Schutz
Das Sumatra-Kaninchen wird von der International Union for Conservation of Nature and Natural Resources (IUCN) seit 2008 als gefährdet (vulnerable) eingestuft. Dabei wird die Art als auch natürlich selten vorkommendes Tier eingestuft, da die Bekanntheit in der Bevölkerung sehr gering ist. Zwischen 1996 und 2008 galt die Art als vom Aussterben bedroht (critically endangered), da nur etwa ein Dutzend Museumsexemplare aus der Zeit zwischen 1880 und 1916 und nur wenige Sichtungen bekannt sind. 1998, 1999, 2007 und 2008 wurde die Art jeweils einmal mit einer Kamerafalle aufgenommen.
Bedrohungen für das Sumatra-Kaninchen gehen vor allem von der Veränderung der Lebensräume durch den Menschen aus. Die nutzbaren Habitate auf der Insel werden auf weniger als 20.000 km2 Gesamtfläche geschätzt.

## Belege
1. 1 2 3 4 5 6 7 8  John E. C. Flux: The Sumatran Rabbit Nesolagus netscheri In: Joseph A. Chapman, John E. C. Flux (Hrsg.): Rabbits, Hares and Pikas. Status Survey and Conservation Action Plan. (Memento des Originals vom 14. Januar 2009 im Internet Archive)  Info: Der Archivlink wurde automatisch eingesetzt und noch nicht geprüft. Bitte prüfe Original- und Archivlink gemäß Anleitung und entferne dann diesen Hinweis. (PDF; 11,3 MB) International Union for Conservation of Nature and Natural Resources (IUCN), Gland 1990; S. 137–142, ISBN 2-8317-0019-1.
2. 1 2 3 4 5 6 7  Nesolagus netscheri in der Roten Liste gefährdeter Arten der IUCN 2011. Eingestellt von: E. Meijaard, J. Sugardjito, 2008. Abgerufen am 11. Juni 2012.
3. 1 2  Don E. Wilson & DeeAnn M. Reeder (Hrsg.): Nesolagus netscheri in Mammal Species of the World. A Taxonomic and Geographic Reference (3rd ed).
4. ↑  A.O. Averianov, A.V. Abramov, A.N. Tikhonov: A new species of Nesolagus (Lagomorpha, Leporidae) from Vietnam with osteological description. Contributions from the Zoological Institute 3, St. Petersburg 2000 3; S. 1–24.
5. ↑  WWF Save Sumatra (2009) Foto terbaru spesies Kelinci langka. (Memento des Originals vom 16. März 2012 im Internet Archive)  Info: Der Archivlink wurde automatisch eingesetzt und noch nicht geprüft. Bitte prüfe Original- und Archivlink gemäß Anleitung und entferne dann diesen Hinweis. Abgerufen am 11. Juni 2011.